# 前112年
| 千纪： | 前1千纪 |
| 世纪： | 前3世纪 \| 前2世纪 \| 前1世纪                                                                                         |
| 年代： | 前140年代 \| 前130年代 \| 前120年代 \| 前110年代 \| 前100年代 \| 前90年代 \| 前80年代                                 |
| 年份： | 前117年 \| 前116年 \| 前115年 \| 前114年 \| 前113年 \| 前112年 \| 前111年 \| 前110年 \| 前109年 \| 前108年 \| 前107年 |
| 纪年： | 西汉元鼎五年 |

## 大事记
- 中国
  - 漢平南越之戰，夏季，南越国丞相吕嘉发动叛乱，杀害了第四代南越国君主赵兴、樛太后以及汉朝的使者，立赵兴的哥哥赵建德为第五任南越国君主。汉武帝调遣10万大军，兵分五路进攻南越国，同年冬季，漢朝軍隊攻破南越國的都城，抓獲第五代南越國君主趙建德和丞相呂嘉，南越國覆亡。
  - 羌人與匈奴烏維單于聯手反叛，史載“西羌眾十萬人反，與匈奴通使，攻故安，圍包罕。匈奴入五原，殺太守”，漢武帝于次年的前111年聚積18萬騎兵北巡，擬以此顯示國力，震懾匈奴。
  - 汉武帝借酹金废去100多位列侯封国；同时拜卜式为御史大夫，位列三公。这就是西汉有名的酎金失侯。
- 羅馬
  - 努米比亚王國西部國王朱古達出兵佔領了整個努米底亞，並殺死了當地所有來自義大利的商人和放高利貸者，成為朱古達戰爭（前111-105年）的導火線。[來源請求]

## 逝世
- 赵兴，南越国第四任君主。
- 赵建德，南越国第五任南越国君主。
- 樛太后，南越国第四任君主赵兴的母亲。
- 安国少季，西汉汉武帝派往南越国的使者。
- 米利安一世，高加索伊比利亞國王。